# ۱۰۳۶ (خورشیدی)
۱۰۳۶ هزار و سی و ششمین سال هجری خورشیدی است.